# Kanton Ville-sur-Tourbe
Der Kanton Ville-sur-Tourbe war bis 2015 ein französischer Wahlkreis im Arrondissement Sainte-Menehould, im Département Marne und in der Region Champagne-Ardenne; sein Hauptort war Ville-sur-Tourbe, Vertreter im Generalrat des Départements war zuletzt von 1976 bis 2015 Bernard Rocha.
Der Kanton Ville-sur-Tourbe war 306,86 km² groß und hatte 2.360 Einwohner (Stand 1999).

## Gemeinden
Der Kanton bestand aus 17 Gemeinden:
| Gemeinde                        | Einwohner Jahr | Fläche km² | Bevölkerungsdichte | Code INSEE | Postleitzahl |
| ------------------------------- | -------------- | ---------- | ------------------ | ---------- | ------------ |
| Berzieux                        | 70 (2013)      | –          | – Einw./km²        | 51053      | 51800        |
| Binarville                      | 106 (2013)     | –          | – Einw./km²        | 51062      | 51800        |
| Cernay-en-Dormois               | 151 (2013)     | –          | – Einw./km²        | 51104      | 51800        |
| Fontaine-en-Dormois             | 26 (2013)      | –          | – Einw./km²        | 51255      | 51800        |
| Gratreuil                       | 30 (2013)      | –          | – Einw./km²        | 51280      | 51800        |
| Malmy                           | 35 (2013)      | –          | – Einw./km²        | 51341      | 51800        |
| Massiges                        | 51 (2013)      | –          | – Einw./km²        | 51355      | 51800        |
| Minaucourt-le-Mesnil-lès-Hurlus | 54 (2013)      | –          | – Einw./km²        | 51368      | 51800        |
| Rouvroy-Ripont                  | 8 (2013)       | –          | – Einw./km²        | 51470      | 51800        |
| Saint-Thomas-en-Argonne         | 37 (2013)      | –          | – Einw./km²        | 51519      | 51800        |
| Servon-Melzicourt               | 116 (2013)     | –          | – Einw./km²        | 51533      | 51800        |
| Sommepy-Tahure                  | 630 (2013)     | –          | – Einw./km²        | 51544      | 51600        |
| Vienne-la-Ville                 | 169 (2013)     | –          | – Einw./km²        | 51620      | 51800        |
| Vienne-le-Château               | 531 (2013)     | –          | – Einw./km²        | 51621      | 51800        |
| Ville-sur-Tourbe                | 251 (2013)     | –          | – Einw./km²        | 51640      | 51800        |
| Virginy                         | 86 (2013)      | –          | – Einw./km²        | 51646      | 51800        |
| Wargemoulin-Hurlus              | 46 (2013)      | –          | – Einw./km²        | 51659      | 51800        |

## Bevölkerungsentwicklung
| 1962 | 1968 | 1975 | 1982 | 1990 | 1999 |
| ---- | ---- | ---- | ---- | ---- | ---- |
| 2463 | 2754 | 2561 | 2467 | 2423 | 2360 |